# Forsteronia pilosa
Forsteronia pilosa är en oleanderväxtart som först beskrevs av Vell., och fick sitt nu gällande namn av Müll.Arg.. Forsteronia pilosa ingår i släktet Forsteronia och familjen oleanderväxter. Inga underarter finns listade i Catalogue of Life.